# Senzora
Senzora B.V. is een Nederlandse producent van was- en reinigingsmiddelen, gevestigd in Deventer. Het bedrijf werd in 1876 opgericht door Antonie Johannes Schoemaker en is sinds de oprichting in familiebezit. Senzora produceert onder meer voor de private label-markt en voert de eigen merken Klok, Tricel, NaturalSenz en Clean Wash. Het bedrijf levert producten in meerdere Europese landen en richt zich in toenemende mate op de ontwikkeling van duurzame (vaat)was- en schoonmaakmiddelen.

## Geschiedenis
Op 1 mei 1876 nam Antonie Johannes Schoemaker een kruidenierszaak over in Deventer. In 1908 schakelde hij over naar de productie van zeep en koffiebranden in een fabriek aan de Bruynsteeg. In 1916 verhuisde het bedrijf naar de Raamstraat, waar een grotere fabriek werd gebouwd. Een jaar later kreeg het bedrijf de naam Senzora, een samentrekking van Schoemaker EN ZOnen RAamstraat. In 1936 startte het als eerste bedrijf in Nederland met de productie van kristalsoda. Tijdens de Tweede Wereldoorlog produceerde Senzora zachte zeep onder licentie van de Duitse bezetter en diende de fabriek als schuilkelder voor omwonenden.
Naast was- en reinigingsmiddelen produceerde Senzora gedurende ruim een eeuw suikerwerken, waaronder pepermunt en snoephartjes. In juni 2017 werd deze productietak beëindigd en overgedragen aan Fortuin Dockum B.V.
Na de oorlog breidde Senzora de productie uit met verf en vernis (1946–1961) en introduceerde het in 1969 fosfaatvrije wasmiddelen, wat destijds een primeur was in Nederland. In de jaren zeventig volgden innovaties zoals vloeibare zachte zeep (Tricel Goudzeep) en speciale middelen voor wol en fijne was.
In de decennia daarna investeerde Senzora in nieuwe productielijnen en duurzame initiatieven. In 1996 werd een nieuwe waspoederfabriek aan de Noorwegenstraat in gebruik genomen. In 2001 ontving het bedrijf het predicaat Bij Koninklijke Beschikking Hofleverancier. Sinds 2009 is Senzora aangesloten bij het AISE Charter for Sustainable Cleaning en vanaf 2010 is het BRC CP-gecertificeerd.
Belangrijke recente mijlpalen zijn onder andere:
- 2014: overname van het merk Klok van Dalli.
- 2016: installatie van 2000 zonnepanelen en uitbreiding van de fabriek voor waspoedercapsules.
- 2018: bouw van een nieuwe sodafabriek en verhuizing van de kantoren naar de Munsterstraat.
- 2020: behalen van ISO 14001-certificering.
- 2025: overdracht van de leiding aan de vijfde generatie Schoemaker, de zussen Ilse en Jeanine.

## Activiteiten
Senzora produceert was- en reinigingsmiddelen voor consumenten- en industriële markten. De productie, verpakking en etikettering vinden plaats in Deventer. Het bedrijf levert zowel onder private labels als onder de eigen merken Klok, Tricel, Clean Wash en NaturalSenz.
Daarnaast is Senzora actief in contract manufacturing en private label-productie. Bij private label worden producten ontwikkeld en geproduceerd voor verkoop onder het merk van een afnemer. Bij contract manufacturing levert Senzora uitsluitend de productiecapaciteit en technische expertise, terwijl de receptuur of het productontwerp door de opdrachtgever wordt aangeleverd.
De onderneming beschikt over een eigen afdeling Research & Development voor productontwikkeling en kwaliteitsbewaking. Senzora richt zich op duurzaamheid en streeft ernaar de milieubelasting van haar producten te minimaliseren. Het bedrijf voldoet aan diverse internationale duurzaamheids- en kwaliteitsnormen.

## Certificeringen en lidmaatschappen
- AISE Charter for Sustainable Cleaning (sinds 2009).
- BRC Consumer Products (sinds 2010) – BRCGS Consumer Products.
- IFS HPC (sinds 2018) – IFS HPC.
- ISO 14001 (sinds 2020).
- RSPO-lidmaatschap: inkoop van duurzame palmolie volgens het Mass Balance-principe.
- Lidmaatschap van NVZ: beleid afgestemd op de Duurzame Ontwikkelingsdoelen van de Verenigde Naties.
- Lid van Sedex en SMETA-audit door SGS, gericht op arbeidsnormen, gezondheid en veiligheid, milieumanagement en bedrijfsethiek.
- Samenwerking met ClimatePartner voor reductie van CO₂-uitstoot in productie en processen.
- Productcertificeringen: EU Ecolabel, Bra Miljöval, Nordic Swan, Ecocert en Asthma Allergy Nordic.